# معاملة المثليين في اليابان
يواجه الأشخاص من المثليين والمثليات ومزدوجي التوجه الجنسي والمتحولين جنسياً (اختصاراً: مجتمع الميم) في اليابان تحديات قانونية واجتماعية لا يواجهها غيرهم من المغايرين جنسيا، ولكنها تعتبر تقدمية نسبيا في المعايير الآسيوية. يعتبر النشاط الجنسي بين الرجال وبين النساء في اليابان قانونيا منذ عام 1880، بعد أن تم تجريمه لفترة وجيزة فقط في تاريخ اليابان بين عامي 1872 و 1880، وبعد ذلك تم اعتماد نسخة محلية من قانون العقوبات النابليوني مع تقنين سن قانونية للنشاط الجنسي متساوية. كما أن المنازل التي يعيش فيها الشركاء المثليون غير مؤهلة للحصول على نفس الحماية القانونية المتاحة للأزواج المغايرين، رغم أن بعض المدن تقدم منذ 2015 «شهادات شراكة» رمزية للاعتراف بعلاقات الشركاء المثليين.
ليس للثقافة اليابانية والديانات الكبرى فيها تاريخ من العداء تجاه المثلية الجنسية. ذُكر أن غالبية المواطنين اليابانيين يؤيدون قبول المثلية الجنسية، حيث أظهر استطلاع عام 2013 أن 54% وافقوا على أن المثلية الجنسية يجب أن يقبله المجتمع، بينما عارض 36٪ ذلك، مع وجود فجوة كبيرة في العمر. استطلاع اخر عام 2019 اشار الى ان 68% وافقوا على ان المثلية الجنسية يجب ان يقبلها المجتمع وعارض 22%. على الرغم من أن العديد من الأحزاب السياسية لم تدعم أو تعارض حقوق المثليين بشكل صريح، إلا أن هناك العديد من السياسيين من مجتمع الميم علنا في السلطة. صدر في عام 2002 قانون يسمح للأفراد المتحولين جنسياً بتغيير جنسهم بعد إجراء جراحة إعادة تحديد الجنس والتعقيم. ويحظر التمييز على أساس التوجه الجنسي والهوية الجندرية في بعض المدن، بما في ذلك طوكيو.
تقام مسيرة فخر طوكيو للمثليين سنويًا منذ عام 2012، مع زيادة الحضور كل عام. وجد استطلاع للرأي عام 2015 أن غالبية اليابانيين يؤيدون تقنين زواج المثليين. وجدت استطلاعات الرأي الأخرى التي أجريت على مدى السنوات التالية مستويات عالية من الدعم لزواج المثليين بين اليابانيين، وعلى الأخص الجيل الأصغر سنا.

## تاريخ

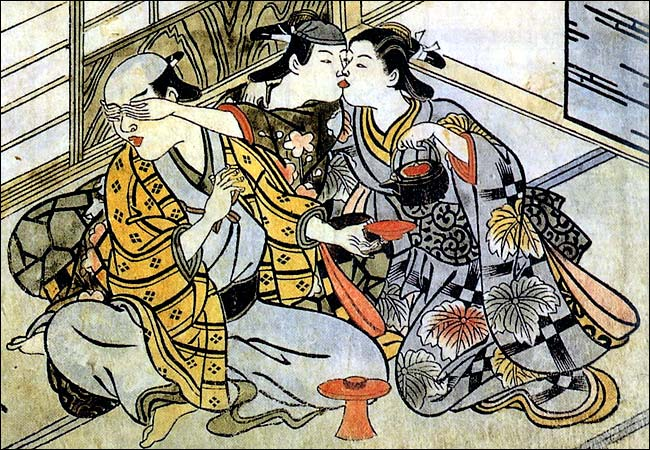
واكاشو (يرتدي الحجاب) يسرق قبلة من عاهرة انثى من وراء علم سيده. لوحة للرسام نيشيكاوا سوكينوبو (1671-1750)

تم توثيق المثلية الجنسية والعلاقات الجنسية المثلية في اليابان منذ العصور القديمة.
في ما قبل فترة مييجي، كانت علاقات نانشوكو (男 色) داخل المعابد البوذية غلمانية. الشريك الأكبر سنا، المعروف باسم «نينجا» (nenja) (والذي يُعرف بال«حبيب» أو بال«معجب»)، يكون راهبا أو رئيس المعبد، في حين كان من المفترض أن يكون الشريك الأصغر مساعدا تشيغو (chigo)، الذي سيكون في بداية البلوغ أو فتى مراهق. سيتم حل العلاقة بمجرد بلوغ الصبي سن الرشد (أو يغادر المعبد). تم تشجيع كلا الطرفين على التعامل مع العلاقة بجدية وإدارة العلاقة بشرف، وقد يحتاج نينجا لكتابة تعهد رسمي من الإخلاص. وخلال فترة توكوغاوا، أصبح ينظر إلى بعض من آلهة شنتو، وخصوصا هاتشيمان، ميوشن، شينمي، وتينجين «، باعتبارهم الآلهة الوصية ل نانشوكو (nanshoku)» (أو الحب بين الرجال).
من الأوساط الدينية، امتد الحب المثلي إلى المحاربين (الساموراي)، حيث كان من المعتاد أن يحصل فتى في فئة عمر واكاشو على تدريب في فنون القتال عن طريق التدريب على رجل بالغ أكثر خبرة. كانت العلاقة مبنية على نوذج علاقة نينجا، الذي يحب، وعلى شيغو المحبوب. سُمح للرجل، إذا وافق الصبي، أن يأخذ الصبي حبيبًا له حتى يبلغ. كان من المتوقع أن تكون هذه العلاقات حصرية، حيث يؤدي الشريكان الوعود لكي لا يأخذوا عشاق (ذكور) آخرين.
مع تقدم اليابان إلى فترة مييجي، استمرت العلاقات المثلية. ومع ذلك، كان هناك عداء متزايد تجاه هذه الممارسات. بدأت ممارسة نانشوكو (nanshoku) بالاندثار بعد الحرب الروسية اليابانية. لم تصبح معارضة المثلية الجنسية راسخة في اليابان حتى القرنين التاسع عشر والعشرين، من خلال جهود التغريب في إمبراطورية اليابان.

## المصطلحات
تشمل المصطلحات اليابانية الحديثة لمجتمع الميم دوساييشا (dōseiaisha) والتي تعني حرفيا «حب شخص مثلي»)، غي (gei «مثلي الجنس»)، هوموسيوشارو (homosekusharu «مثلي الجنس»)، ريزوبيان (rezubian «مثلية الجنس»)، بايسكوشوارو (baisekushuaru «مزدوج التوجه الجنسي») وتورانزوجاندا (toransujendā، «المتحول جنسيا»).

## قانونية النشاط الجنسي المثلي
المثلية الجنسية قانونية في اليابان. لا يوجد أي حظر ديني صريح ضد المثلية الجنسية في الديانة التقليدية لليابان، وهي ديانة شنتو، أو في الديانات المستوردة كالبوذية (انظر "البوذية والتوجه الجنسي") أو الكونفوشية.
تم تجريم السدومية لأول مرة في اليابان في عام 1872، في أوائل فترة مييجي، للامتثال لمعتقدات الثقافة الغربية التي تم إدخالها حديثًا والقوانين القانونية لسلالة تشينغ. ولكن تم إلغاء هذا الحكم بعد سبع سنوات فقط بموجب قانون العقوبات لعام 1880 والذي تم اقتباسه من قانون العقوبات النابليوني. منذ ذلك الحين، لم يكن لدى اليابان قوانين ضد المثلية الجنسية. وبالتالي، فإن ممارسة الجنس بين البالغين المتوافقين، سرا، بصرف النظر عن التوجه الجنسي و/أو الجنس، تعتبر قانونية بموجب القانون الياباني.
يبلغ السن القانونية للنشاط الجنسي الفيدرالي في اليابان 13 عامًا بموجب قانون العقوبات الياباني. ومع ذلك، فإن جميع البلديات والمحافظات لديها قوانين خاصة بها، مثل قانون حماية الشباب في طوكيو الذي يحظر النشاط الجنسي مع الشباب الذين تقل أعمارهم عن 18 عامًا في معظم الظروف. كملاحظة إضافية، على الرغم من أن سن الرضا في اليابان يمكن أن يكون 13 عامًا، فإن سن التصويت هو 18 عامًا. سن الرشد هو 20 عامًا (من المقرر دخول قانون يخفض سن الرشد إلى 18 عام 2022) ويبلغ عمر القيادة 18 عامًا.

## الاعتراف القانوني بالعلاقات المثلية
تنص المادة 24 من الدستور الياباني على أن «الزواج يجب أن يستند فقط إلى الموافقة المتبادلة من كلا الجنسين ويجب الحفاظ عليه من خلال التعاون المتبادل مع المساواة في الحقوق بين الزوج والزوجة كأساس».
ونتيجة لذلك، تحدد المواد من 731 إلى 737 من القانون المدني الياباني الزواج إلى الأزواج المثليين. لا يقدر الشركاء المثليين على الزواج، ولا يتم منح الشركاء المثليين الحقوق المستمدة من الزواج. كما أن زواج المثليين الذي يتم إجراؤه في الخارج غير معترف به قانونيًا في اليابان، ولا يمكن للشركاء المثليين مزدوجي الجنسية الحصول على تأشيرة للشريك الأجنبي بناءً على علاقتهما، على الرغم من أن وزارة العدل لديها قاعدة عامة لإعطاء السلطة التقديرية«الأنشطة المعينة» كتأشيرة للشركاء المثليين.
في مارس 2009، بدأت اليابان السماح للمواطنين اليابانيين بالزواج من شركاء مثليين في البلدان التي يكون فيها زواج المثليين قانونيًا. أصدرت وزارة العدل تعليمات إلى السلطات المحلية بإصدار شهادات أساسية تنص على أن الشخص العازب في السن القانوني، للأفراد الذين يسعون لدخول في زواج المثليين في المناطق التي تسمح بذلك قانونًا. على الرغم من أن زواج المثليين غير معترف به قانونًا في اليابان، إلا أن السماح لمواطنيها بالزواج من الشركاء المثليين في الخارج يعتبر خطوة أولى نحو تقنينه في اليابان.
في فبراير 2015، أعلنت مقاطعة شيبويا (في طوكيو) عن خطط لإجراءات للتعرف على الشركاء المثليين في حالات مثل زيارات المستشفيات والتأجير المشترك للشقق. يسمح هذا الإجراء للشركاء بالحصول على ورقة «إثبات الشراكة»، والتي ليس لها أي وزن بموجب القانون الياباني ولكنها يمكن أن تساعد، على سبيل المثال، في الوصول إلى شريك مريض في المستشفى لكن المؤسسات ليست ملزمة قانونًا للاعتراف بهذه الشهادات. تعتبر مبادرة شيبويا خطوة مهمة نحو حقوق شراكات المثليين والمثليات في اليابان. في يوليو 2015، أعلن حي سيتاغايا في طوكيو أنه سينضم إلى شيبويا في الاعتراف بشراكات المثليين والمثليات من نوفمبر من نفس العام. ومنذ ذلك الحين، بدأت كل من مدن إغا، تاكارازوكا، ناها، سابورو، فوكوكا، أوساكا، ناكانو، أويزومي، تشيبا، إيدوغاوا، فوتشو، هيراكاتا، كوماموتو، أوداوارا، ساكاي، سوجا، توشيما، يوكوسوكا، كانوما، ميازاكي، كيتاكيوشو، وناغازاكي في إصدار شهادات شراكة للشركاء المثليين. كما أصبحت محافظة إباراكي أول محافظة يابانية بالكامل تقوم بذلك. ستدخل شهادات الشراكة المشابهة حيز التنفيذ في هيدا في عام 2019 وناراشينو في عام 2020.

## التبني وتنظيم الأسرة
لا يُسمح للشركاء المثليين بالتبني قانونيا في اليابان. لا تقدر الشريكات المثليات والنساء غير المتزوجات على الوصول إلى التلقيح الصناعي والتلقيح الصناعي.
في أبريل 2017، اعترفت أوساكا رسميًا على شريكين مثليين كأبوين حاضنين، مما يجعلها أول حالة من نوعها في اليابان.

## الحماية من التمييز
في عام 2019، لا يزال لا يتم حماية التوجه الجنسي والهوية الجندرية بموجب قوانين الحقوق المدنية الوطنية، مما يعني أن اليابانيين من مجتمع الميم لديهم القليل من الموارد القانونية عندما يواجهون مثل هذا التمييز في مجالات مثل التوظيف والتعليم والسكن والرعاية الصحية والخدمات المصرفية. وفقًا لاستطلاع قامت به وكالة دنتسو دايفيرسيتي لاب، قال أكثر من 65% من الأشخاص من مجتمع الميم الذين تم استجوابهم إنهم لم يفصحوا عن توجههم الجنسي إلى أي شخص في العمل أو المنزل.
ومع ذلك، تظل حالات التمييز الموثقة على أساس التوجه الجنسي غير شائعة نسبيًا في اليابان.
يعد الدستور الياباني بحقوق متساوية ويفسر على أنه يحظر التمييز على جميع الأسس. ومع ذلك، يمكن للأشخاص من مجتمع الميم أن يتعرضوا للعنف البدني والجنسي والنفسي على أيدي شركائهم المثليين أو المغايرين، لكنهم لا يتلقون أي حماية من القانون. يتم استبعاد الشركاء المثليين من قانون منع العنف بين الأزواج وحماية الضحايا وعموما تفتقر إلى أماكن آمنة حيث يمكن طلب المساعدة والدعم. تعتبر اليابان طرفا في العهد الدولي الخاص بالحقوق المدنية والسياسية، والذي يحظر التمييز بشكل شامل.
في عام 2013، أصبح حي يودوغاوا-كو، في أوساكا، أول منطقة حكومية يابانية تمرر قرارًا يقضي بتأييد دعم إدراج مجتمع الميم، بما في ذلك تدريب موظفي الحي على قضايا مجتمع الميم. تبعهتا ناها في يوليو 2015.
في أكتوبر 2018، أصدرت حكومة مدينة طوكيو قانونًا يحظر جميع أشكال التمييز على أساس التوجه الجنسي والهوية الجندرية. يُلزم القانون، الذي دخل حيز التنفيذ في أبريل 2019، الحكومة برفع الوعي بالأفراد من مجتمع الميم و «اتخاذ الإجراءات اللازمة للتأكد من أن قيم حقوق الإنسان متجذرة في جميع أنحاء المدينة». يحظر القانون التعبير عن خطاب الكراهية في العلن. وقبل ذلك، قام كل من حي شيبويا وسيتاغايا بالفعل بتمرير الحماية الصريحة للأشخاص من مجتمع الميم.
في ديسمبر 2018، قدمت أربعة أحزاب سياسية، وهي الحزب الديمقراطي الدستوري في اليابان، وحزب الشعب الديمقراطي، والحزب الشيوعي الياباني، والحزب الليبرالي الياباني جنبًا إلى جنب مع دعم العديد من المستقلين، إلى مجلس النواب مشروع قانون بعنوان «القانون المقترح المتعلق بتعزيز القضاء على التمييز على أساس التوجه الجنسي والهوية الجندرية» لحظر التمييز والتحرش والتنمر في المدارس على أساس التوجه الجنسي.
في مارس 2019، صدر تشريع يحظر التمييز ضد «الأقليات الجنسية» في محافظة إباراكي.

### التمييز في التوظيف
في حين تم تعديل قانون تكافؤ فرص العمل عدة مرات على مر السنين لمعالجة التمييز الجنسي والتحرش في مكان العمل، فقد رفضت الحكومة توسيع القانون لمعالجة التمييز ضد أو الهوية الجنسية أو الجندرية. أصدرت حكومة مدينة طوكيو قانونًا يحظر التمييز في التوظيف على أساس التوجه الجنسي والهوية الجندرية.
يتعين على الشركات في اليابان التي تتكون من عشرة موظفين أو أكثر وضع قواعد العمل. في يناير 2018، قامت وزارة الصحة والعمل والرفاهية بمراجعة القواعد النموذجية للتوظيف والتي «تشكل إطارًا مثاليًا لأنظمة العمل»، لحظر التمييز على أساس التوجه الجنسي و «تحديد الجنس». تنص المادة 15 على ما يلي:

### التمييز في مجال الإسكان
في عام 1990، فازت «منظمة أوكير» (OCCUR) (الرابطة اليابانية لحركة المثليين والمثليات) في دعوى قضائية ضد سياسة حكومة طوكيو التي منعت الشباب المثليين والمثليات من استخدام «متروبوليتان هاوس للشباب». على الرغم من أن حكم المحكمة لا يبدو أنه امتد ليشمل مجالات أخرى من التمييز الذي ترعاه الحكومة، إلا أن المحاكم استشهدت به كقضية حقوق مدنية.
منذ خريف عام 2003، سمحت وكالة النهضة العمرانية، وهي الوكالة الحكومية التي تدير الإسكان الحكومي، للشركاء المثليين باستئجار وحدات بنفس الطريقة التي يسمح بها للأزواج المغايرين في أي عقار من أكثر من 300 عقار تديره. هذا فتح الطريق لمزيد من مثل هذه الإجراءات، حيث فتحت حكومة أوساكا في سبتمبر 2005 أبواب المساكن الحكومية للشركاء المثليين.
في فبراير 2018، أنشأت وزارة الصحة والعمل والرفاه أحكامًا تتناول التمييز في الإسكان، قائلة إنه «يجب مراعاة عدم الحرمان من الإقامة على أساس التوجه الجنسي أو الهوية الجندرية».

### التنمر في المدارس
في عام 2017، أضافت وزارة التعليم التوجه الجنسي والهوية الجندرية إلى سياستها الوطنية الخاصة بالتنمر. تنص السياسة على أن المدارس يجب أن تمنع التنمر ضد الطلاب بناءً على توجههم الجنسية أو هويتهم الجندرية من خلال «تعزيز الفهم الصحيح للمعلمين بشأن ... التوجه الجنسي/الهوية الجندرية وكذلك التأكد من إبلاغهم بالتدابير اللازمة للمدرسة. بشأن هذه المسألة.»
في يناير 2018، بعد حادث كبير في عام 2015، حيث انتحر طالب مثلي الجنس في جامعة هيتوتسوباشي بعد أن تم الإفصاح عن توجهه الجنسي ضد إرادته، أصدرت مدينة كونيتاتشي مرسومًا «مناهضًا للإفصاح عن توجهه الجنسي ضد إرادة الشخص» لتعزيز فهم الأشخاص المثليين.

### أمور أخرى
في يونيو 2019، بعد ثلاث سنوات من المشاورات، أعلنت لجنة خاصة من الحزب الليبرالي الديمقراطي الياباني الحاكم عن «مشروع قانون فهم وتعزيز مجتمع الميم»، والذي يهدف إلى تحسين فهم قضايا المثليين، إلى البرلمان الياباني. ومع ذلك، انتقد نشطاء حقوق المثليين مشروع القانون لأنه لم يذكر زواج المثليين أو الحماية من التمييز.

## الهوية الجندرية والتعبير عنها
في عام 2002، صدر قانون يسمح للأشخاص المتحولين جنسيا بتغيير جنسهم في وثائقهم القانونية. تتطلب الموافقة جراحة إعادة تحديد الجنس، والتعقيم، وغيرها من المعايير الصعبة والمثيرة للجدل. القانون، المعروف باسم قانون الحالات الخاصة في التعامل مع الوضع الجندري للأشخاص الذين يعانون من اضطراب الهوية الجنسية أو ببساطة القانون 111، دخل حيز التنفيذ في عام 2003، وأيدته المحكمة العليا اليابانية في يناير 2019. بحلول ذلك التاريخ، كان 7000 شخص قد غيروا جنسهم بشكل قانوني. أرادت المحكمة منع «الارتباك» في العلاقات بين الوالدين والطفل، وكذلك «التغييرات المفاجئة» في المجتمع الياباني. مع ذلك طالب اثنان من قضاة الأغلبية يطالبون المجتمع «بتبني تنوع الهوية الجندرية»، مضيفين أيضًا أن المتطلبات كانت مجتاحة وشجعوا برلمان اليابان على مراجعتها.
في 24 فبراير 2012، أوصت رابطة محامي هيوغو بنقل امرأة متحول جنسيًا في سجن للرجال إلى سجن للنساء. طبقًا لهذا التقرير، فقد تم وضعها في مؤسسة ذكور بسبب جنسها القانوني، على الرغم من خضوعها لعملية إعادة تحديد الجنس قبل احتجازها، ولم تتم معاملتها كامرأة بأي طريقة. كانت تخضع لفحوصات جسدية من قبل الموظفين الذكور، وحلق شعرها، وتم حرمانها من الملابس النسائية.
منذ أبريل 2018، تمت شمل الأشخاص المتحولين جنسيا لجراحة إعادة تحديد الجنس طالما أنهم لا يتلقون العلاج الهرموني. كما سمحت وزارة الصحة والعمل والرفاهية للأشخاص المتحولين جنسياً باستخدام أسمائهم المفضلة على بطاقات التأمين الصحي الخاصة بهم.
في يونيو 2018، سنت الحكومة اليابانية قانونًا جديدًا يخفض سن الرشد في اليابان إلى 18 عامًا. من بين أمور أخرى، يحدد القانون الجديد سن الزواج عند 18 عامًا لكل من الرجال والنساء (يمكن للمرأة في السابق الزواج في سن 16) ويسمح الذين تتراوح أعمارهم 18 عاما للحصول على جوازات سفر صالحة، وبطاقات الائتمان، الخ. كما يسمح القانون لمن تم تشخيصهم باضطراب الهوية الجنسية والذين خضعوا لتعقيم لا رجعة فيه لتغيير جنسهم من الناحية القانونية في سن ال 18. ومن المقرر أن تدخل التغييرات حيز التنفيذ في 1 أبريل 2022.

## التبرع بالدم
يُسمح للرجال المثليين ومزدوجي التوجه الجنسي بالتبرع بالدم في اليابان بعد فترة تأجيل مدتها 6 أشهر.

## الخدمة العسكرية
وبالمثل، فإن قوات الدفاع الذاتي اليابانية، عندما سُئلوا عن سياستهم تجاه أشخاص مثليين أو مثليه بعد المناقشة الأمريكية خلال فترة رئاسة كلينتون، أجابوا أنها لم تكن مشكلة، وأشار الأفراد داخل القوات إلى أنها طالما كانت العلاقات الجنسية لم تؤد إلى معارك أو عناء آخر، كانت هناك بعض الحواجز، إن وجدت، التي تحول دون إدراجها في القوات المسلحة.

## المشاهير
بينما يميل تمثيل مجتمع الميم في وسائل الإعلام اليابانية إلى الرسوم الكاريكاتورية على أساس القوالب النمطية للانحراف الجنسي أو السلوكي (مثل المغاير في الواقع المثلي القاسي)، هناك العديد من الأمثلة على الأشخاص المتحولين جنسياً الذين يتمتعون بشهرة في اليابان مثل آي هارونا وكايو ساتوه، أتارو ناكامورا، كابا تشان وإيكو. تم التعبير عن دعم حقوق المثليين من قبل بعض المديرين التنفيذيين للشركات ومن قبل الرياضي الأولمبي داي تاميسوي.

## الدعم السياسي

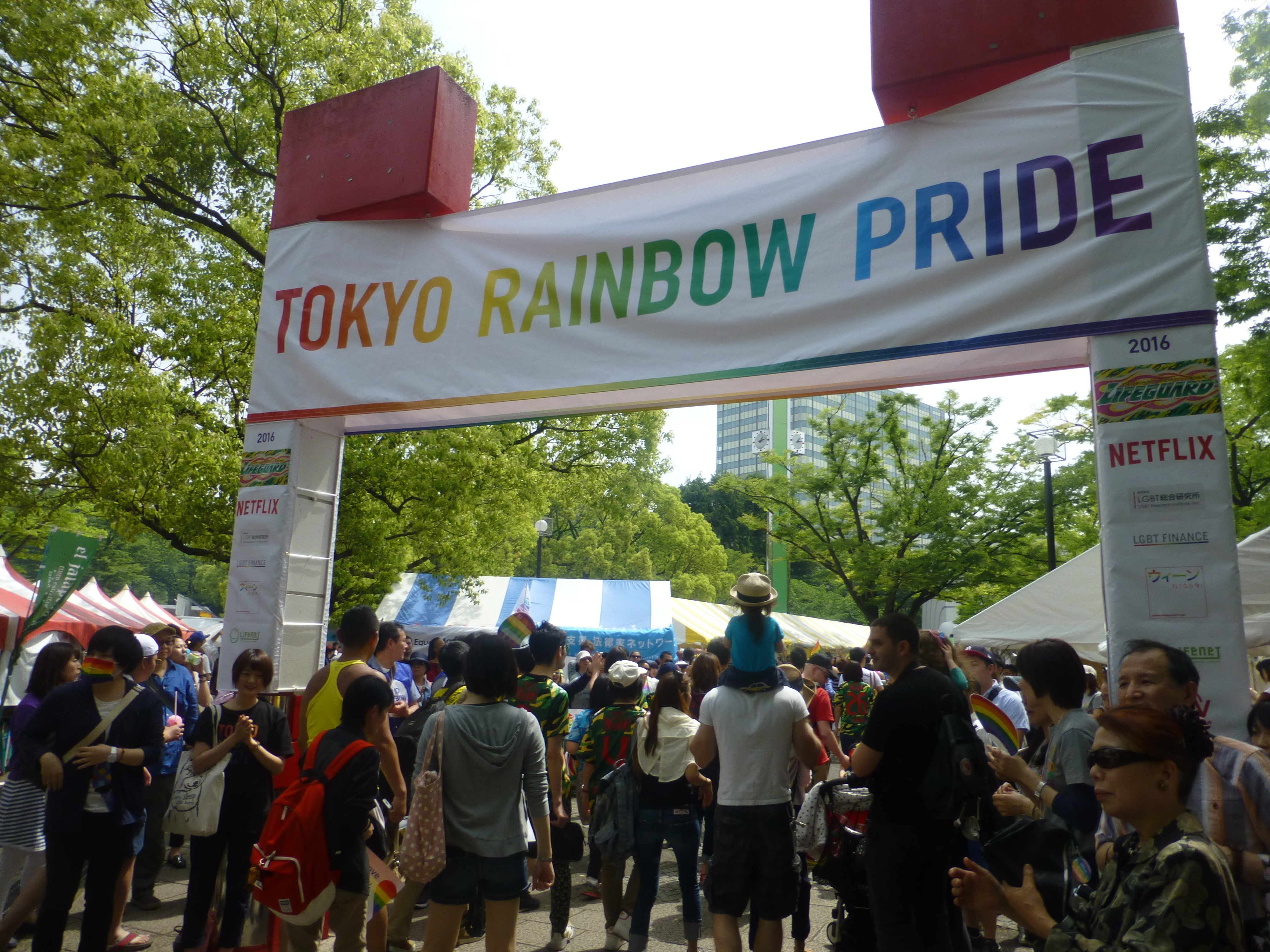
فخر قوس قزح في طوكيو في عام 2016

معظم الأحزاب السياسية في اليابان لها مواقف رسمية مؤيدة أو معارضة لحقوق المثليين في برامج الأحزاب أو بياناته. أشار الحزب الليبرالي الديمقراطي الياباني إلى معارضته لتشريع زواج المثليين، في حين أن الحزب الدستوري الديمقراطي، والحزب الشيوعي الياباني والحزب الاشتراكي الديمقراطي قد أشرت الدعم للتشريع.
في عام 2001، أوصى مجلس تعزيز حقوق الإنسان، تحت إشراف وزارة العدل، بإدراج التوجه الجنسي في قانون الحقوق المدنية في البلاد، لكن البرلمان رفض اعتماد هذه التوصية.
في عام 2003، أصبحت آيا كاميكاوا أول سياسية متحولة جنسيًا تُنتخب لمنصب عام في اليابان، في الجمعية المحلية لحي سيتاغايا. ترشحت في البداية كمستقلة لكنها أعربت عن دعمها ل«حزب رينبو والخضر الياباني» السابق، ثم ترشحت في وقت لاحق دون النجاح للبرلمان الوطني كعضوة عن الحزب الديمقراطي الياباني.
في عام 2005، أصبحت كاناكو أوتسوجي، من الجمعية التشريعية لمحافظة أوساكا (2003-2007)، أول سياسية مثلية الجنس علنا رسميًا في مهرجان طوكيو للمثليين. انتخبت لاحقًا في مجلس المستشارين الياباني من 2013 إلى 2017 وأصبحت أول عضوة مثلية الجنس علنا فيه. وفازت بمقعد في الانتخابات العامة لعام 2017، وأصبحت أول عضوة مثلية الجنس علنا في مجلس النواب الياباني.
في عام 2010، واجه حاكم طوكيو إيشيهارا شنتارو انتقادا دوليا بسبب التعليقات المثيرة للجدل أدلى بها، والتي قال فيها إن المثليين والمثليات «ناقصون إلى حد ما. قد يعزى ذلك إلى شيء وراثي. أشعر بالأسف لأنهم أقلية».
في عام 2011، أصبح تايغا إيشيكاوا أول مرشح مثلي الجنس علنا يتم انتخابه لمنصب في اليابان، على وجه التحديد كممثل للجمعية المحلية لحي توشيما في طوكيو. أعلن عن كونه مثليا في كتابه «أين حبيبي؟» (2002)، وبدأ منظمة غير ربحية ترعى الأحداث الاجتماعية للرجال المثليين في اليابان. في انتخابات مجلس المستشارين لعام 2019، فاز إيشيكاوا بمقعد في مجلس المستشارين الياباني كعضو عن حزب الشعب الديمقراطي، وهو أول شخص مثلي الجنس علنا يفوز بذلك. بعد انتخابه، تعهد بتشريع زواج المثليين وسن قوانين مناهضة للتمييز في غضون 6 سنوات لولايته.
في انتخابات مجلس المستشارين لعام 2016، تضمن بيان الحزب الليبرالي الديمقراطي الياباني الحاكم المحافظ، أن «زواج المثليين يتعارض مع الدستور». ومع ذلك، فقد تضمن أيضًا «تعزيز فهم التنوع الجنسي» في برنامجها، وهي خطوة كانت «غير متصورة» في أوقات سابقة وقال المشرع جاكو هاشيموتو أنه يعزى جزئيًا إلى تلميع الصورة الدولية للبلاد قبل الألعاب الأولمبية الصيفية 2020 في طوكيو.
في مارس 2017، تم انتخاب تومويا هوسودا لعضوية جمعية إروما في محافظة سايتاما. يُعتقد أن هوسودا هو أول رجل متحول جنسياً علنا يتم انتخابه لمنصب عام في العالم.
خلال الانتخابات العامة في البلاد 2017، تعهد حزب الأمل الذي كونه حديثا حاكم طوكيو يوريكو كويكي بالقضاء على التمييز ضد مجتمع الميم في بيانه.
في عام 2019، قالت وزيرة الدفاع السابقة تومومي إنادا إنها غير متأكدة مما إذا كانت ستتمكن من تقديم تشريع جديد يسعى إلى المزيد من التسامح مع العلاقات المثلية وسط معارضة من زملائها في الحزب الليبرالي الديمقراطي الياباني. بينما أعلنت إنادا عن رغبتها في «تعزيز التفاهم» للأشخاص من مجتمع الميم، قالت إنها لا تحاول أن تجعل اليابان تقنن زواج المثليين أو تحظر التمييز ضد المواطنين من مجتمع الميم. أدلى بعض أعضاء الحزب الليبرالي الديمقراطي الياباني بتصريحات مثيرة للجدل، مثل كاتسوي هيراساوا الذي جادل في خطاب ألقاه في فبراير 2019 بأن «الأمة ستنهار» إذا كان الجميع فيها مثليين. نشرت مشرعة أخرى بالحزب الحاكم، ميو سوغيتا، مقالة في مجلة في عام 2018 تصف الشركاء المثليين بأنهم «غير مثمرين» لأنهم ليس لديهم أطفال.
في يناير 2019، أصبحت المرأة المتحولة جنسيا ماريا أكاساكا عضوة في جمعية مديتة كاميوكا، في محافظة كيوتو. في أبريل 2019، فازت امرأة متحولة جنسيا أخرى، وهي أياكو فوتيشغامي، بمقعد في جمعية محافظة هوكايدو لتمثيل حي هيغاشي-كو في سابورو. أصبحت أول شخص متحول جنسياً بشكل علني يشغل منصبًا في مجلس المحافظة في اليابان.
في يونيو 2019، أضاف الحزب الديمقراطي الدستوري وحزب استعادة اليابان الوعد بتشريع يهدف إلى إنهاء التمييز ضد مجتمع الميم والوعد بتشريع زواج المثليين في برنامجهم الحزبي قبل انتخابات مجلس المستشارين الياباني 2019.

## ملخص
| قانونية النشاط الجنسي المثلي                                                                  | (منذ عام 1880 ؛ كان غير قانوني من 1872-1880؛ وقبل ذلك لم تكن هناك قوانين تحظر العلاقات الجنسية المثلية)      |
| المساواة في السن القانوني للنشاط الجنسي                                                       | (منذ عام 1880)                                                                                               |
| قوانين مكافحة التمييز في التوظيف                                                              | / (في طوكيو وإيباراكي)                                                                                       |
| قوانين مكافحة التمييز في توفير السلع والخدمات                                                 | / (في طوكيو وإيباراكي)                                                                                       |
| قوانين مكافحة التمييز في جميع المجالات الأخرى (تتضمن التمييز غير المباشر، خطاب الكراهية)      | / (في طوكيو وإيباراكي)                                                                                       |
| قوانين مكافحة أشكال التمييز المعنية بالهوية الجندرية                                          | No |
| زواج المثليين                                                                                 | No |
| الاعتراف القانوني بالعلاقات المثلية                                                           | / (بعض السلطات القضائية تقدم "شهادات شراكة"، ومع ذلك، فهي رمزية بالكامل)                                     |
| تبني أحد الشريكين للطفل البيولوجي للشريك الآخر                                                | No |
| التبني المشترك للأزواج المثليين                                                               | No |
| يسمح للمثليين والمثليات ومزدوجي التوجه الجنسي والمتحولين جنسيا بالخدمة علناً في القوات المسلحة | Yes |
| الحق بتغيير الجنس القانوني                                                                    | (منذ عام 2003؛ في ظل قيود معينة (يجب أن يخضع الشخص لعملية جراحية وللتعقيم وأن لا يكون لديه أطفال دون سن 20)) |
| علاج التحويل محظور على القاصرين                                                               | No |
| الحصول على أطفال أنابيب للمثليات                                                              | No |
| الأمومة التلقائية للطفل بعد الولادة                                                           | No |
| تأجير الأرحام التجاري للأزواج المثليين من الذكور                                              | (غير قانوني للأزواج المغايرين كذلك)                                                                          |
| السماح للرجال الذين مارسوا الجنس الشرجي التبرع بالدم                                          | / (بعد فترة تأجيل لمدة 6 أشهر)                                                                               |